# Aloeides aranda
Aloeides aranda är en fjärilsart som beskrevs av Hans Daniel Johan Wallengren 1857. Aloeides aranda ingår i släktet Aloeides och familjen juvelvingar. Inga underarter finns listade i Catalogue of Life.